# Stanislao Mattei
Stanislao Mattei (10. února 1750 Bologna – 17. května 1825 tamtéž) byl italský františkánský řeholník – minorita, který se proslavil jako hudební skladatel, pedagog a muzikolog.

## Život
Narodil se 10. února 1750 v Bologni, která tehdy byla součástí Papežského státu, v řemeslnické rodině. V místním kostele sv. Františka se stal žákem slavného hudebníka a hudebního teoretika Giovanni Battisty Martiniho, známého jako Padre Martini. Po vzoru svého učitele vstoupil také do Řádu menších bratří konventuálů (tzv. minoritů). Po ukončení noviciátu se stal Martiniho asistentem a druhým dirigentem proslaveného dívčího kostelního sboru.
Po Martiniho smrti v roce 1784 převzal řízení sboru a v této funkci pracoval až do roku 1809. Poté krátce působil v Padově jako sbormistr baziliky sv. Antonína z Padovy. Brzy se však vrátil do Bologni a stal se hudebním ředitelem v kostele sv. Petronia.
V roce 1796 obsadila Bolognu francouzská revoluční vojska. O rok později byl klášter uzavřen a řeholníci byli nuceni odejít. Mattei pak žil u své matky a živil se soukromým vyučováním hudby.
V roce 1799 se stal čestným členem Filharmonické akademie (Accademia filarmonica bolognese) a v letech 1803, 1808 a 1818 byl jejím presidentem. V roce 1808 byl zvolen členem Italské akademie věd a umění.
V roce 1804 byl jmenován profesorem na Liceo Musicale di Bologna (nyní Conservatorio Giovanni Battista Martini). Mezi jeho žáky byli mapř. Gaetano Donizetti, Jevstigněj Fomin, Angelo Mariani, Francesco Morlacchi, Gioacchino Rossini či Giovanni Tadolini.
Zemřel v Bologni 17. května 1825 ve věku 75 let. Pochován byl na hřbitově Cimitero monumentale della Certosa di Bologna. V roce 1926 byly jeho ostatky přeneseny do chrámu sv. Františka.

## Dílo
Matteiho hudební dílo zahrnuje převážně liturgickou hudbu a hudbu s náboženskou tematikou. Dochovalo se 10 mší a na 300 jednotlivých částí mší, motet a jiných liturgických kompozic, včetně responsorií pro Svatý týden a Magnificat. 6. dubna 1792 bylo v Bologni uvedeno jeho oratorium La Passione di Gesù Cristo Signor Nostro (Utrpení Ježíše Krista Pána našeho) na text Pietra Metastasia. Přepracovaná verze pak pochází z roku 1806.
Komponoval také světskou hudbu. Mimo jiné zkomponoval 27 symfonií. Pět z nich vyšlo v moderním vydání v nakladatelství RM Longyear, New York-Londýn v roce 1980.
Z jeho teoretických prací je významný zejména spis „Pratica d'accompagnamento sopra bassi numerati, e contrapunti a più voci sulla scala ascendente e discendente maggiore e minore, con diverse fughe a 4 e a 8“ z roku 1788.